# Ulëz
Ulëz, ook wel Ulza of Ulzë, is na de gemeentelijke herinrichting van 2015 een deelgemeente (njësitë administrative përbërëse) van de Albanese stad (bashkia) Mat. Nabij Ulëz is een stuwdam aangelegd. De gemoderniseerde turbines voorzien de gemeente en de rest van de regio van elektriciteit. Het dorp zelf ziet uit over het stuwmeer.
De woonkernen van de deelgemeente zijn Bushkash, Kokërdhok, Lundre, Madhesh, Ulëz en Stojan.